# هوت‌لاکس
هوت‌لاکس (به سوئدی: Hortlax) یک منطقهٔ مسکونی در سوئد است که در بخش پیتیو شهرستان نوربوتن واقع شده‌است. هوت‌لاکس ۱٫۴۹ کیلومتر مربع مساحت و ۱٬۲۴۸ نفر جمعیت دارد.